# Pasqualino Settebellezze
Pasqualino Settebellezze (Brasil: Pasqualino Sete Belezas / Portugal: Pasqualino das Sete Beldades) é um filme italiano de 1975 do gênero drama dirigido por Lina Wertmüller.

## Sinopse
Na cidade italiana de Nápoles nos anos de 1930, Pasqualino é um jovem mafioso e o único homem de uma família de sete irmãs horrendas (daí o seu provocativo apelido, "Sete Belezas") e uma mãe viúva. Ele busca "respeito" dos seus concidadãos e, ao achar que sua irmã mais velha foi enganada por um proxeneta que a levou para um prostíbulo, mata o homem. Aconselhado pelo chefão Don Raffaele, Pasqualino esquarteja o corpo e o despacha para três cidades, em três malas. Mesmo assim ele é preso mas escapa da pena de morte ao se passar por louco. Pasqualino é internado num sanatório onde, com a ajuda de uma médica que sabe que ele é são, sai e entra para o exército que luta na Segunda Guerra Mundial. Ao atravessar a Alemanha de trem fingindo estar ferido para escapar da "Frente Russa", ele deserta e, junto com um companheiro, é capturado pelos nazistas e mandado para um campo de concentração. Ali, ele fará seu maior esforço para sobreviver ao tentar seduzir a sádica diretora do campo.

## Elenco
- Giancarlo Giannini...Pasqualino "Settebellezze" Frafuso
- Fernando Rey...Pedro, o anarquista
- Shirley Stoler...Comandante do Campo de Concentração
- Elena Fiore...Concettina, a irmã de Pasqualino
- Piero Di Iorio...Francesco, amigo prisioneiro de Pasqualino
- Enzo Vitale...Don Raffaele
- Roberto Herlitzka...Socialista
- Lucio Amelio...advogado
- Ermelinda De Felice...mãe de Pasqualino
- Aristide Caporale

## Óscar
- O filme foi indicado na cerimônia de 1977 como melhor filme estrangeiro, melhor diretor, melhor ator (Giancarlo Giannini) e melhor roteiro original.